# Критические исследования об истории болгар
„Критическия изследования об истории болгар“ (в превод от руски език Критически изследвания върху историята на българите) е книга на украинския учен Юрий Венелин.
Издадена е през 1849 година в Москва. Книгата изиграва сериозна роля в развитието на българската историография около средата на 19 век.